# Rayleigh (cráter marciano)

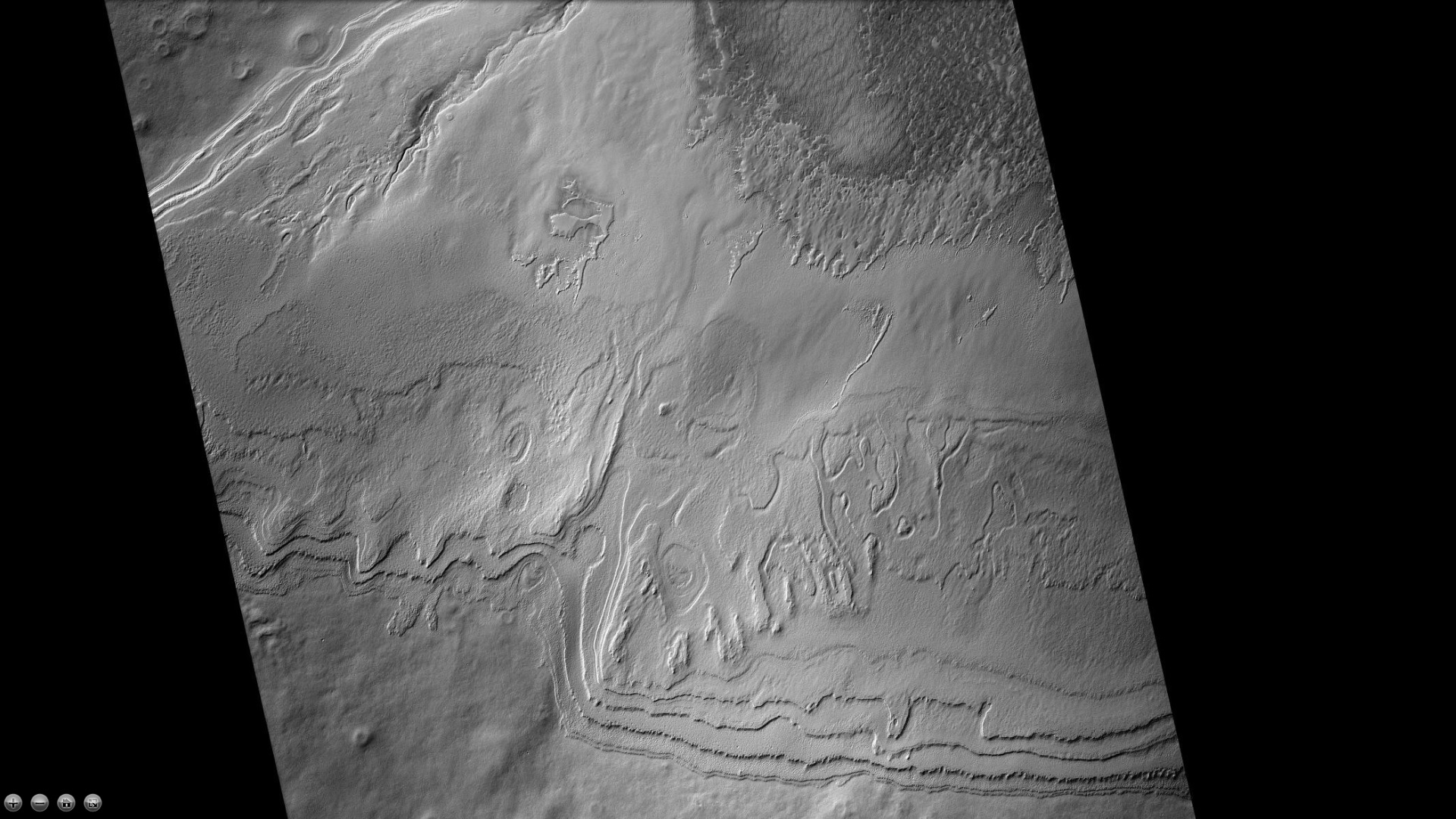
Estratos en el cráter Rayleigh (detalle de la imagen alargada)

Rayleigh es un cráter de impacto situado en el cuadrángulo Mare Australe de Marte, localizado en las coordenadas 75.6° de latitud sur y 240.9° de longitud oeste. Tiene 148,7 km en diámetro y debe su nombre a Lord Rayleigh, denominación aprobada en 1973 por la Unión Astronómica Internacional (UAI).  Las imágenes muestran rasgos estratificados.  Estas características pueden haber resultado de la erosión de las capas del manto

## Imagen
| [[File:Wikirayleigh.jpg\|1200px\|alt={{{Alt\|{{{descripción}}}]]                                                                                         |
| Cráter Rayleigh, fotografía de la cámara CTX a bordo del Mars Reconnaissance Orbiter. Centro del cráter (El norte, hacia la izquierda de la fotografía). |

## Por qué los cráteres son importantes
La densidad de cráteres de impacto puede contribuir a determinar la edad de zonas de la superficie de Marte y de otros cuerpos del sistema solar.   Cuanto más antigua es una superficie, mayor presencia de cráteres muestra. La forma de los cráteres puede revelar la presencia de hielo en el terreno.